# Mount Haig
Mount Haig är ett berg i Kanada.   Det ligger i provinsen Alberta, i den södra delen av landet, 2 900 km väster om huvudstaden Ottawa. Toppen på Mount Haig är 2 612 meter över havet, eller 709 meter över den omgivande terrängen. Bredden vid basen är 18,8 km.
Terrängen runt Mount Haig är kuperad åt sydväst, men åt nordost är den bergig.Trakten runt Mount Haig är nära nog obefolkad, med mindre än två invånare per kvadratkilometer.. Det finns inga samhällen i närheten.
Trakten runt Mount Haig består i huvudsak av gräsmarker.